# گرند سنترال (فیلم)
گرند سنترال (به انگلیسی: Grand Central) یا بزرگ مرکزی فیلمی محصول سال ۲۰۱۳ و به کارگردانی ربکا زلوتوفسکی است. در این فیلم بازیگرانی همچون طاهر رحیم، لئا سیدو، دونی منوشه، الیویه گورمه، ژوان لیبرو و نائول پرز بیسکایارت ایفای نقش کرده‌اند.